# Звери
Звери (на руски: Звери; букв. – „Зверове“) е руска рок група.

## История
Групата Звери е създадена през 2001 г. от вокалиста Роман Билик, известен под псевдонима „Рома Звер“. Групата е кръстена на псевдонима му.
През 2004 г. Звери получава наградата на Muz-TV за най-добър рок изпълнител и я печели още шесткратно оттогава.

## Дискография
- 2003 – Голод
- 2004 – Районы-кварталы
- 2006 – Когда мы вместе никто не круче
- 2008 – Дальше
- 2011 – Музы
- 2014 – Один на один
- 2020 - Звери на карантине